# 포토시
포토시(스페인어: Potosí)는 볼리비아의 포토시 주의 주도이다. 공식적으로 4,090m에 이르는 세계에서 가장 높은 도시라고 주장하기도 한다. 1545년에 은 광산이 발견되어 이를 채굴하기 위해 건설된 도시이다. 한때는 이곳에서 생산되는 은의 양이 전세계 은 산출양의 절반정도에 달하기도 했다. 이 도시는 세로 데 포토시 산(Cerro de Potosí,) 아래에 있는데, 흔히 사람들은 포토시의 중요한 이 산을 은 광석으로 "이루어져" 있다고 생각한다. 세로 데 포토시 산은 해발 4,824m에 이른다.
19세기 이후 은 매장량의 감소로 도시 경제가 침체되었으나 20세기에 들어와 주석·텅스텐이 채굴되면서 활기를 되찾았고 지금은 제철·제강·제화·식품 공업 등이 일어나 볼리비아에서 손꼽히는 공업도시로 발전하였다. 인접한 우유니 소금사막에서 채굴되는 리튬 관련 산업도 활발히 이루어지고 있다. 식민지 시대의 번영을 말해 주는 유적과 건물들이 많이 보존되어 있어, 1987년 유네스코 세계 문화유산으로도 지정되었다.

## 지명 유래

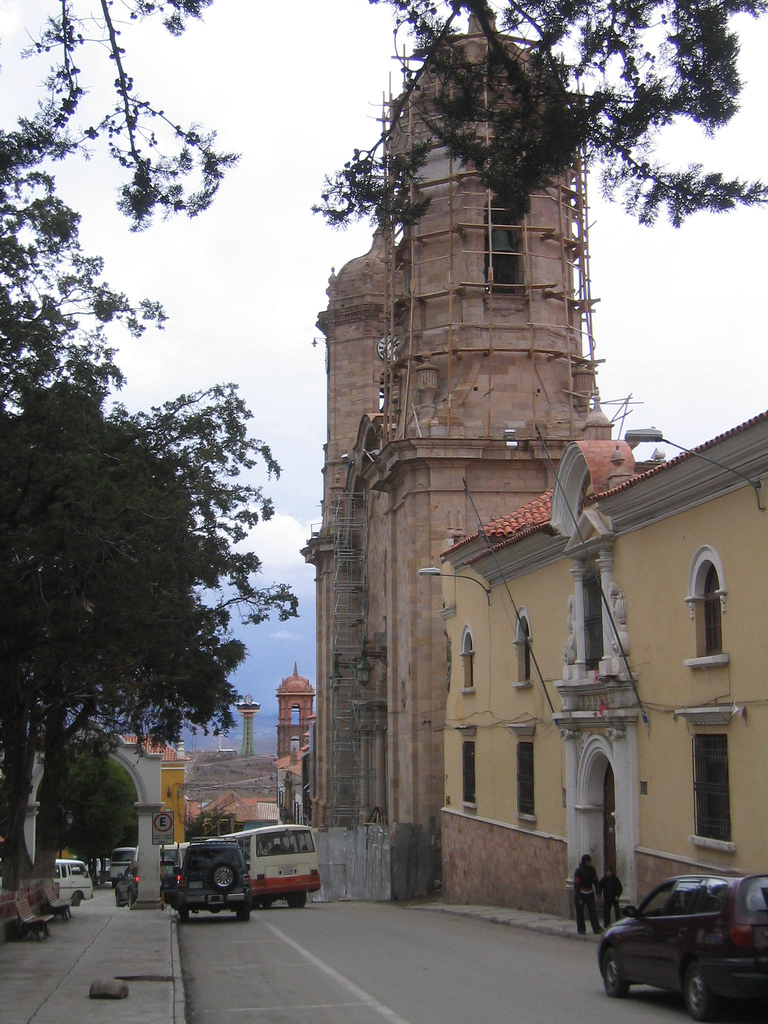

'포토시'란 말이 어디서 나왔는지 충분한 어원 연구는 없다. 전설에 따르면 1462년 페루의 11번째 군주 우아이나 코팍이 "무수한 아로바의 은이 매장된 콜케 포르코와 안닥카우아 광산을 세웠다"라고 한다. (아로바arroba란 약 25파운드에 해당하는 에스파냐의 무게 단위이다) "그곳을 떠나기 전 그는 [포토시를] 보았고, 그 아름다움과 장대함에 감탄하여 그의 궁정 사람들에게 말하기를 '이곳에는 틀림없이 은이 많이 있을 것이다.'라고 말하며 그의 신하들에게 콜케 포르코에 가도록 명하여... 광석을 캐내 모두 귀금속으로 정련케 하였다. 그들은 부싯돌 도구와 보강재 나무를 들고 산을 올랐다. 광맥을 조사한 뒤 그들은 온 산을 뒤흔드는 무시무시한 천둥같은 소리를 듣고 광맥을 파기 시작했다. 그러자 '이 산에서 은을 가져가지 말라. 이것은 다른 주인을 위한 것이기 때문이라'하는 목소리가 들렸다. 놀란 잉카의 신하들은 일을 그만두고 포르코로 돌아가 임금에게 사정을 고했는데, 그들의 언어로 이 일을 이야기하면서 그 우레같은 소리를 표현할 때 그들이 큰 굉음을 뜻하는 '포톡시'(Potocsí)라고 말하여 여기서 이후 포토시 지명이 유래되었다."
현재 포토시의 어원은 케추아어로 여겨진다. 그러나 케추아어에서 p'otoj 발음은 굉음을 뜻하지 않는데, 아이마라어에서는 그런 뜻을 가지고 있다. 따라서 포토시가 굉음을 뜻한다면 이 말은 케추아가 아닌 아이마라어에서 유래했을 것이다. 케추아어를 쓰는 사람이 하는 다른 설명으로는 potoq가 광석을 망치로 칠 때 나는 소리를 뜻하는 의성어이며 구전으로는 이 말에서 포토시의 지명이 나왔다고 전해진다.

## 역사
포토시는 1545년 은 광산이 발견되면서 광산도시로 건설되었다. 곧 이 광산에서 엄청난 부가 창출되면서 포토시는 아메리카 대륙에서도 대도시 반열에 올랐으며, 인구도 200,000을 넘었다.
에스파냐말로 valer un potosí이라는 표현이 있는데, "포토시만큼 가치있는"이라는 뜻으로 부(富)를 일컫는 말이다. 유럽인에게서 페루 땅(볼리비아는 원래 페루 부왕령의 일부로, 독립전까지 상부 페루-Alto Perú-라고 불렀다)은 재물이 가득한 미지의 땅이었다. 포토시는 미겔 데 세르반테스의 돈 키호테에서는 '포토시'가 막대한 부의 관용어로 쓰여있다.(제2부 71장) 일설에 따르면 포토시의 민트 마크(mint mark, 글자 PTSI를 겹쳐놓은 모양이다)이 달러 기호($)의 기원이라고도 한다.
멕시코의 사카테카스(1546년), 과나후아토(1548년), 포토시(1545년)에서 생산된 은은 스페인에 큰 부를 안겨다 주었다. 포토시에서 발견된 은의 매장량은 역사상 최대규모라고 한다. 공식 기록에 따르면 1556년에서 1783년 사이 세로 리코 산에서 채굴한 순은이 45,000톤에 이른다고 한다. 이 중 7,000톤의 은이 에스파냐 왕가로 들어갔다. 1556년경부터 수은 아말감법이 도입되어 은의 함유량이 낮은 광석에서도 은을 뽑아낼수 있게 되면서 19세기까지 해마다 5,000만 달러의 은을 생산하였다. 수은은 스페인의 알마덴 광산에서 들여왔는데 1565년 페루의 우앙카벨리카(Huancavelica)에서 수은 광산이 발견되어 이곳에서 공급하기도 했다.
오로페사 백작 프란시스코 데 톨레도의 강압으로 잉카 제국의 전통적인 강제부역 제도인 미타(mita)제를 악용해 원주민의 노동력을 착취해 수천 명이 죽었는데, 이는 가혹한 노동 뿐만 아니라 수은 중독 때문이기도 했다. 은 원석을 정련할 때는 우선 수력 기계로 원석을 가루로 빻아 상온에서 수은과 섞고, 원주민이 맨발로 이 아말감을 밟게 했다. 그 다음 수은은 가열을 통해 분리하는데 이때 치명적인 증기가 발생했다.

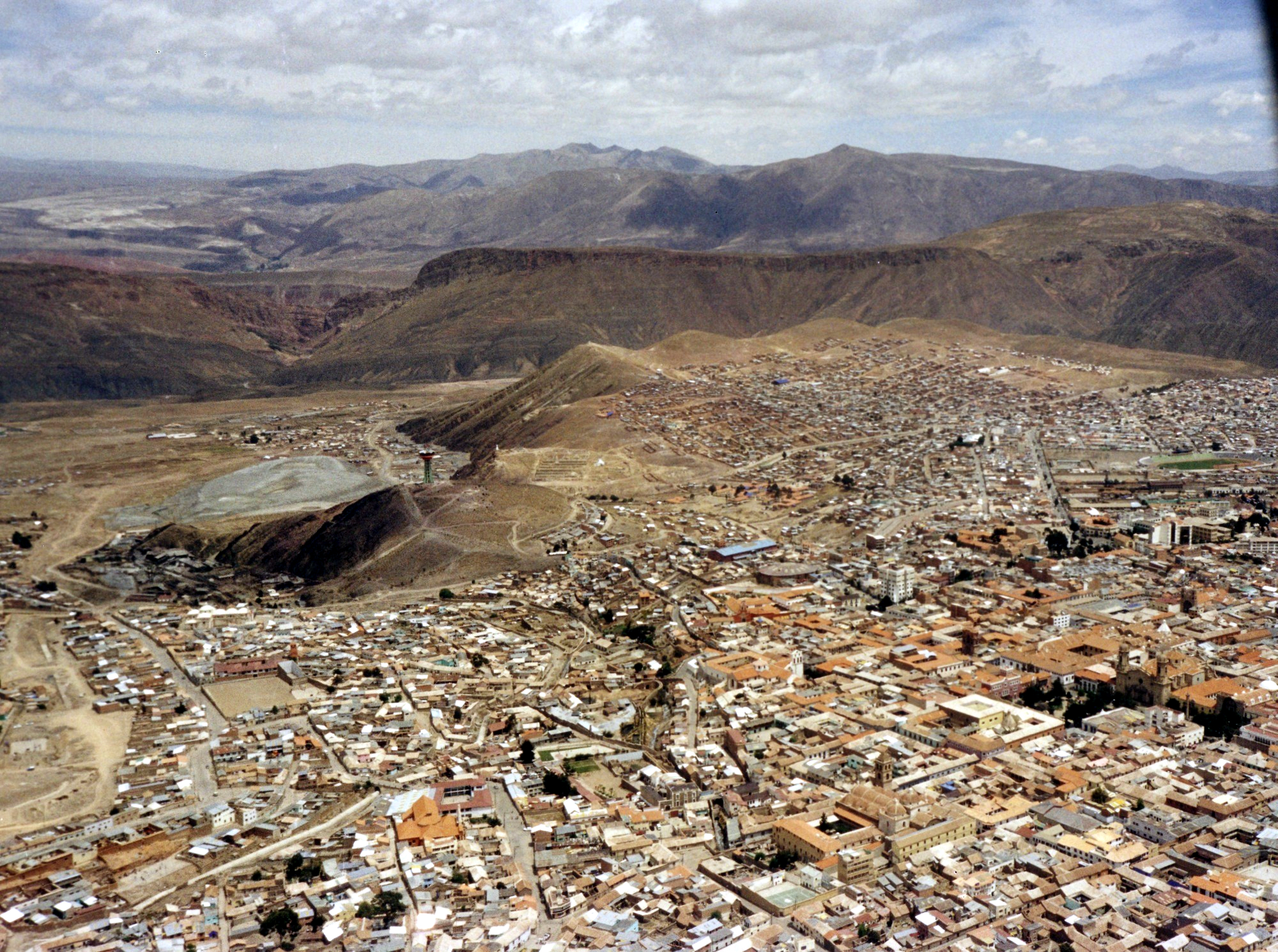
포토시 항공 사진.

점차 원주민 노동력이 줄어들자 이를 벌충하고자 1608년 식민 지배자들은 마드리드의 왕가에 해마다 1500~2000명의 아프리카 노예를 수입할 수 있도록 청원을 했다. 식민 시대를 통틀어 포토시에 총 30,000여명의 아프리카 노예가 끌려온 것으로 추산된다. 아프리카 노예들도 "인간 노새"(acémilas humanas)로서 카사 데 라 모네다(Casa de la Moneda)에서 일해야 했다. 노새는 기계를 돌리다가 몇 달이 지나면 죽기 때문에, 지배자들은 네 마리 노새 대신 스무 명의 아프리카 노예를 썼다. (Angola Maconde 1999)
1800년 이후 은광이 고갈되면서 주석이 주요 생산품이 되었다. 주석 생산도 결국은 서서히 사양길에 접어들었다. 아직도 이 산에서는 은 채굴이 계속되고 있다. 열악한 노동 여건 때문에(먼지 흡입에 대한 안전 장치가 부족하여) 이곳 광부들의 기대 수명은 여전히 낮은 편이며, 상당수가 규폐증(珪肺症)에 걸리며, 40세의 나이로 죽는다. 과거 토착민 노동자들이 일하던 시대에 약 8만 명의 원주민들이 이 부유한 산에 "잡혀 먹혀" 죽었다.
볼리비아 독립 전쟁 시대에(1809~1825년) 포토시는 왕당파와 해방군의 지배를 번갈아 받았다. (후안 호세 카스테이가 지휘하던) 부에노스 아이레스의 제1보조군이 저지른 가장 큰 실수는 사람들에게서 장군 자신에 대한 분노를 키우고 독립 열망을 키운 것이었다. 이들 외국군이 도시를 점령하는 동안 포토시는 무질서와 무력 억압으로 위험한 곳이 되었다.

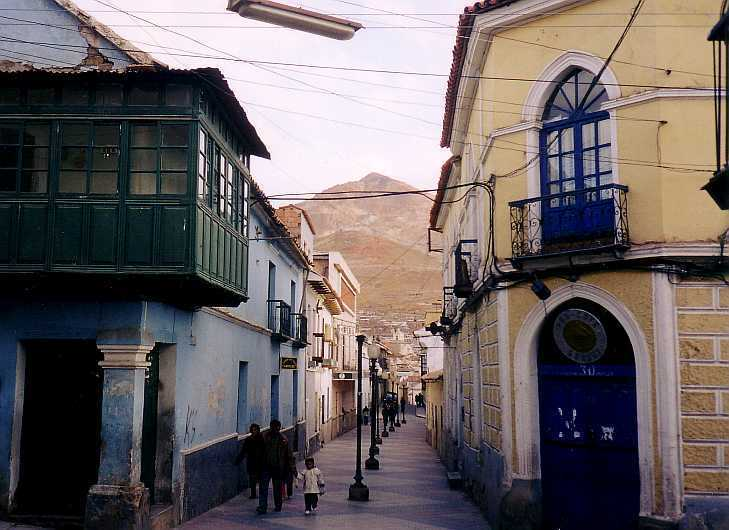
포토시의 좁은 길.

제2보조군이 도착하자 지휘관 마누엘 벨그라노는 과거 잔학한 카스테이가 저지른 상처를 치유하는데 많은 일을 하여 환영받았다. 이 군대가 퇴각할 처지에 몰리자, 벨그라노는 일부러 카사 데 모네다를 파괴하기로 결정을 내렸다. 지역 주민들이 피난가기를 거부한 탓에 이 폭발로 많은 사상자가 발생할 것이 분명했으나 이미 도화선에는 불이 붙었다. 그러나 아르헨티나인들이 퇴각한 사이 지역 주민들이 도화선을 없애 재앙을 피할 수 있었다. 이 후 부에노스 아이레스에서 두 번의 원정대가 파견되어 포토시를 장악했다.
멕시코의 도시 산 루이스 포토시는 볼리비아의 포토시에서 유래한 이름이다. 미국에도 위스콘신, 미주리, 네바다의 광산촌에 '포토시'란 이름이 붙은 곳이 있다.

## 가볼 만한 곳

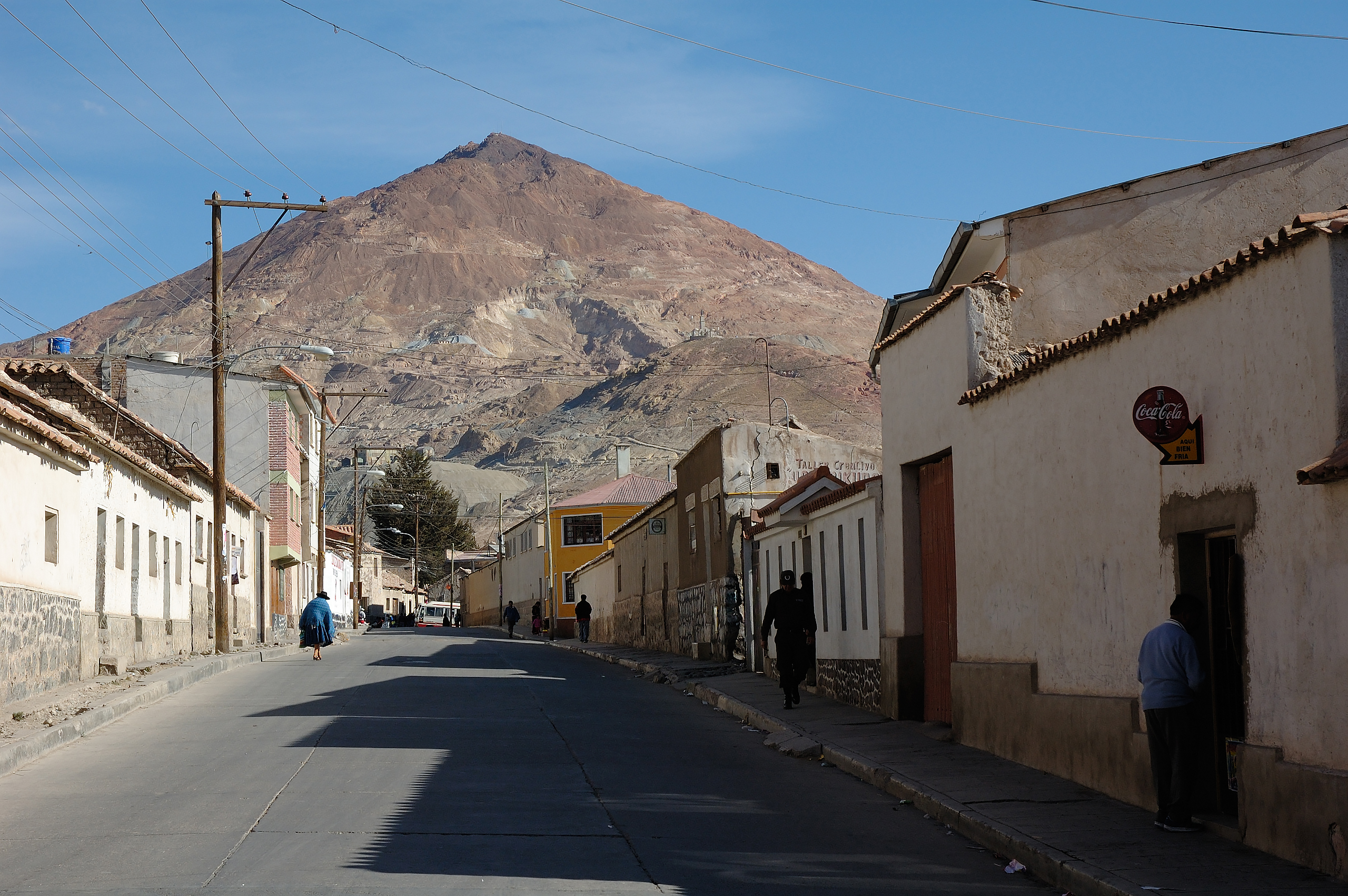
세로 리코 산을 배경으로 찍은 사진.

볼리비아 남서부에는 살라르 데 우유니가 있는데, 한때 내륙의 바다 혹은 소금 호수였다가 희박하고 건조한 안데스의 공기에 물이 증발하면서 생긴 소금 호수이다.

## 참고 자료
- Angola Maconde, Juan. "Raíces de un pueblo: cultura afroboliviana." La Paz: Producciones CIMA, 1999.
- Arzáns de Orsúa y Vela, Bartolomé. Historia de la Villa Imperial de Potosí. Edición de Lewis Hanke y Gunnar Mendoza. Providence, R.I.: Brown University Press, 1965.
- Cobb, Gwendolin Ballantine. "Potosí, a South American Mining Frontier." Greater America: Essays in Honor of Herbert Eugene Bolton. Freeport, N.Y.: Books for Libraries Press, 1968, © 1945, pp. 39-58.
- Hanke, Lewis. The Imperial City of Potosí. The Hague: Nijhoff, 1956.